# Pietro Lori
Pietro Lori va ser un ciclista italià que es va especialitzar en el ciclisme en pista. Sempre competint com amateur, va guanyar una medalla de bronze al Campionat del món de mig fons de 1911, per darrere de l'anglès Leon Meredith i el neerlandès Bertus Mulckhijze.